# Comitato Olimpico Tanzaniano
Il Comitato Olimpico Tanzaniano (noto anche come Tanzania Olympic Committee in inglese) è un'organizzazione sportiva tanzaniana, nata nel 1968 a Dar es Salaam, Tanzania.
Rappresenta questa nazione presso il Comitato Olimpico Internazionale (CIO) dal 1968 ed ha lo scopo di curare l'organizzazione ed il potenziamento dello sport in Tanzania e, in particolare, la preparazione degli atleti tanzaniani, per consentire loro la partecipazione ai Giochi olimpici. L'organizzazione è, inoltre, membro dell'Associazione dei Comitati Olimpici Nazionali d'Africa.
L'attuale presidente dell'associazione è Gulam A. Rashid, mentre la carica di segretario generale è occupata da Filbert Bayi.